# Trofaiach
Trofaiach è un comune austriaco di 11 203 abitanti nel distretto di Leoben, in Stiria; ha lo status di città (Stadt). Dal 1º gennaio 2013 ha incorporato gli ex comuni autonomi di Gai e Hafning bei Trofaiach.